# Rajd Volán 1975
Rajd Volán 1975 (7. Volán Rallye 1975) – 7. edycja rajdu samochodowego Rajd Volán rozgrywanego na Węgrzech. Rozgrywany był od 30 do 31 maja 1975 roku. Rajd był pierwszą rundą Rajdowego Pucharu Pokoju i Przyjaźni w roku 1975 oraz jedną z rund Rajdowych Mistrzostw Węgier w roku 1975.

## Klasyfikacja rajdu
| Miejsce                        | Kierowca                       | Pilot                          | Samochód                       | Czas                           | Strata                         |                                |
| Klasyfikacja generalna i RPPiP | Klasyfikacja generalna i RPPiP | Klasyfikacja generalna i RPPiP | Klasyfikacja generalna i RPPiP | Klasyfikacja generalna i RPPiP | Klasyfikacja generalna i RPPiP | Klasyfikacja generalna i RPPiP |
| ------------------------------ | ------------------------------ | ------------------------------ | ------------------------------ | ------------------------------ | ------------------------------ | ------------------------------ |
| 1.                             | Attila Ferjáncz                | Ferenc Iriczfalvi              | Alpine-Renault A110 1800       | 59:26                          | –                              |                                |
| 2.                             | Vladimír Hubáček               | Stanislav Minářík              | Alpine-Renault A110            | 1:02:14                        | +2:48                          |                                |
| 3.                             | Błażej Krupa                   | Piotr Mystkowski               | Renault 17 Gordini             | 1:02:15                        | +2:49                          |                                |
| 4.                             | Ilia Chubrikov                 | Pentzo Tserovski               | Alpine-Renault A110            | 1:04:43                        | +5:17                          |                                |
| 5.                             | Stasys Brundza                 | Anatoliy Brum                  | Moskvich 412                   | 1:05:43                        | +6:17                          |                                |
| 6.                             | Ryszard Nowicki                | Wojciech Schramm               | Polski Fiat 125p 1600          | 1:06:02                        | +6:36                          |                                |
| 7.                             | Jiří Šedivý                    | Jiří Janeček                   | Škoda 120 S Rallye             | 1:06:44                        | +7:18                          |                                |
| 8.                             | Stoyan Kolev                   | Nikolay Kamburov               | Porsche 911                    | 1:06:48                        | +7:22                          |                                |
| 9.                             | František Udlínek              | Jiří Pavlovský                 | Škoda 110 R                    | 1:07:27                        | +8:01                          |                                |
| 10.                            | Josef Kopejsko                 | Jan Soukup                     | Škoda 120 S Rallye             | 1:08:05                        | +8:39                          |                                |